# Distrito de Ramban
Ramban es un distrito de la India en el estado de Jammu y Cachemira. Código ISO: IN.JK.RB.
Comprende una superficie de 1 527 km².
El centro administrativo es la ciudad de Ramban.

## Demografía
Según censo 2011 contaba con una población total de 283 313 habitantes, de los cuales 134 281 eran mujeres y 149 032 varones.